# Tia-Adana Belle
Tia-Adana Djena Belle (* 25. Juni 1996 in Ellerton) ist eine barbadische Leichtathletin, die sich auf den 400-Meter-Hürdenlauf spezialisiert hat.

## Sportliche Laufbahn
Erste internationale Erfahrungen sammelte Tia-Adana Belle bei den CARIFTA-Games 2011 in Montego Bay, bei denen sie in 58,02 s den siebten Platz über 400 m Hürden in der U18-Altersklasse und gewann mit der barbadischen 4-mal-400-Meter-Staffel in 3:44,61 min die Silbermedaille. Im Jahr darauf wurde sie bei den CARIFTA-Games in Hamilton in 59,93 s Vierte über die Hürden und gewann mit der Staffel in 3:56,87 min die Bronzemedaille. Anschließend gewann sie bei den U18-NACAC-Meisterschaften in San Salvador in 55,92 s die Silbermedaille im 400-Meter-Lauf in der U18-Altersklasse und sicherte sich in 60,68 s auch im Hürdenlauf die Silbermedaille. 2013 gewann sie bei den CARFIFTA-Games in Nassau in 61,36 s die Bronzemedaille über die Hürden und gewann in 3:41,89 min die Silbermedaille im Staffelbewerb. Anschließend gewann sie bei den Jugendweltmeisterschaften in Donezk in 58,42 s die Silbermedaille über die Hürden und wurde dann in 61,41 s Siebte bei den Panamerikanischen-Juniorenmeisterschaften in Medellín. Im Herbst begann sie ein Studium an der St. Augustine’s University in North Carolina und siegte im Jahr darauf in 60,30 s bei den Zentralamerika- und Karibikjuniorenmeisterschaften in Morelia und schied anschließend bei den Juniorenweltmeisterschaften in Eugene mit 58,59 s im Halbfinale aus. 2015 startete sie in der 4-mal-400-Meter-Staffel bei den Panamerikanischen Spielen in Toronto, wurde dort aber im Finale disqualifiziert. Kurz darauf gewann sie bei den Panamerikanischen-Juniorenmeisterschaften in Edmonton mit 60,03 s die Bronzemedaille über die Hürden und schied dann anschließend bei den NACAC-Meisterschaften in San José mit 61,05 s in der Vorrunde aus. Im Jahr darauf gewann sie bei den U23-NACAC-Meisterschaften in 57,16 s die Bronzemedaille hinter den US-Amerikanerinnen Kiah Seymour und Autumn Franklin. Anschließend nahm sie an den Olympischen Sommerspielen in Rio de Janeiro teil und kam dort mit 56,68 s in der ersten Runde aus.
2017 startete sie erstmals bei den Weltmeisterschaften in London und schied dort mit 58,82 s in der Vorrunde aus. Im Jahr darauf kam sie auch bei den Commonwealth Games im australischen Gold Coast mit 56,55 s nicht über die Vorrunde hinaus, wie auch bei den Zentralamerika- und Karibikspielen in Barranquilla mit 58,42 s. Daraufhin klassierte sie sich bei den NACAC-Meisterschaften in Toronto mit 58,82 s auf dem achten Platz. 2019 gelangte sie bei den Panamerikanischen Spielen in Lima mit 55,93 s auf den fünften Platz und schied anschließend bei den Weltmeisterschaften in Doha mit 58,44 s im Vorlauf aus. 2021 nahm sie erneut an den Olympischen Spielen in Tokio teil und schied dort mit 59,26 s im Halbfinale aus. 2023 belegte sie bei den Zentralamerika- und Karibikspielen in San Salvador in 56,82 s den vierten Platz.
In den Jahren von 2012 bis 2015 sowie 2019 wurde Belle barbadische Meisterin im 400-Meter-Hürdenlauf.

## Persönliche Bestzeiten
- 400 Meter: 52,48 s, 10. April 2021 in Greensboro
  - 400 Meter (Halle): 54,58 s, 16. Februar 2019 in Columbia
- 400 m Hürden: 54,18 s, 28. März 2019 in Gainesville